# 布拉德利冰原島峰
81°24′S 85°58′W / 81.400°S 85.967°W
布拉德利冰原島峰（英語：Bradley Nunatak），是南極洲的冰原島峰，位於埃爾斯沃思地，處於蒂德山西南面19公里，屬於皮里特山的一部分，以美國探險隊的地震學家命名，現時由南極條約體系管理。